# Hügelgräberfeld Winkling

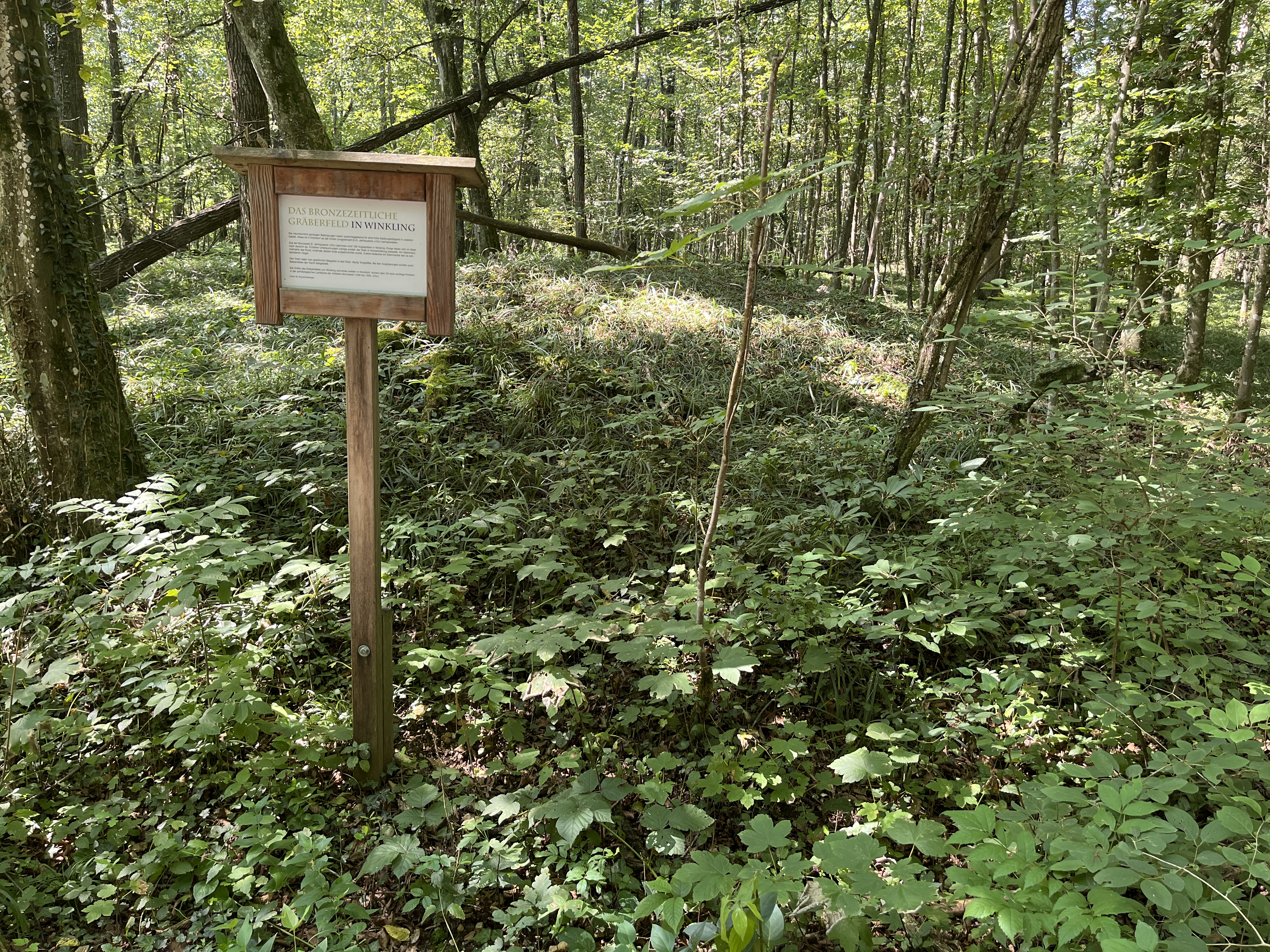
Hügelgräberfeld Winkling mit einer Infotafel vor einem großen Grabhügel

Das Hügelgräberfeld Winkling in der Ortschaft Winkling der Gemeinde Kronstorf in Oberösterreich umfasst rund 100, teilweise deutlich sichtbare Hügelgräber. Das bronzezeitliche Hügelgräberfeld wurde im Jahr 1926 vom damaligen Hargelsberger Gemeindearzt Franz Hörnisch entdeckt und steht unter Denkmalschutz (Listeneintrag).

## Lage
Das Hügelgräberfeld liegt in der Flur Winkelholz in einem waldigen Areal, das in einer Schleife des Flusses Enns liegt. Die Enns ist nach Norden, Osten und Westen nur 500 bis 1100 Meter entfernt. An einem der Wirtschaftswege durch den Forst ist eine Informationstafel aufgestellt.

## Beschreibung
Im dichten Wald befinden sich rund 100 Hügelgräber aus der Mittleren Bronzezeit. Schon knapp unter der Grasnarbe befinden sich Ringe mit bis zu 8 Meter Durchmesser aus geschichteten Steinblöcken. Die Flächen innerhalb dieser Ringe sind bis auf ca. 75 cm Höhe dicht mit Steinen und Erde abgedeckt. Unter dem Hügel befindet sich die bestattete Person in hockender Stellung zusammen mit eventuellen Grabbeigaben auf einer Rollsteinpflasterung auf dem ursprünglichen gewachsenen Boden.
Die interessantesten Grabbeigaben fanden sich im sogenannten Tumulus 1, in dem zwei radförmige Anhänger und drei lange Nadeln aus Bronze gefunden wurden. Die beiden Anhänger sind als Rad mit vier Speichen geformt. Die abgebrochenen Ösen, deren Ansatz aber noch zu sehen ist, deuten darauf hin, dass diese Fundstücke als Amulett oder Schmuckstück getragen wurden. Eine solche Art von Radanhängern in einem mittelbronzezeitlichen Hügelgrab ist bislang einzigartig in Oberösterreich. Zwei Nadeln mit Rippenzier fallen wegen ihrer Länge von 26 cm auf. Die dritte Nadel mit breitem und flachem Kopf ist 15,6 cm lang.